# Dimitri Alexandrovich Zhukov
Dmitri Aleksándrovich Zhúkov, en ruso: Дмитрий Александрович Жуков,  (San Petersburgo 2 de noviembre de 1909 - Brasilia 24 de marzo de 1981) era Embajador soviético y Doctorado. 

## Biografía
Fue Miembro del Partido Comunista de la Unión Soviética. Entre 1928 hasta 1938 estudió en el Industrial Instituto laboral en el Trams Deptartamiento 
Gracias a su dominio de lenguas extranjeras se encontraba en la Comisaría del Pueblo de Asuntos Exteriores.
Entre 1939 y 1943 fue Consejero de la embajada soviética en Japón.
Entre 1943 y 1944 fue Subjefe de la Comisaría del Departamento II del República Socialista Federativa Soviética de Rusia
Entre 1944 y 1945 fue Jefe de la Comisaría del Departamento II de la República Socialista Federativa Soviética de Rusia.
Entre el 5 de septiembre de 1945 hasta el 21 de octubre de 1947 fue Embajador Extraordinario y Plenipotenciario de la URSS en Chile.
Entre 1948 y  1953 fue Jefe del Departamento de los países de América Latina, el Ministerio de Asuntos Exteriores soviético.
Entre 1953 y 1954 fue Jefe del Departamento de Protocolo del Departamento del Ministerio de Relaciones Exteriores.
Entre el 9 de julio de 1954 y el 24 de agosto de 1958 fue Embajador Extraordinario y Plenipotenciario de la URSS cerca del gobierno de Achmed Sukarno en Yakarta, Indonesia.
Entre 1958 y 1960 fue Secretario Genearal Adjunto del Ministerio de Relaciones Exteriores.
Entre 1960 y 1965 fue Jefe de Servicio del cuerpo diplomático del Ministerio de Relaciones Exteriores de la URSS.
Entre 1965 y 1968 fue Secretario General del Ministerio de Relaciones Exteriores, Miembro del Ministerio de Relaciones Exteriores.
Entre 1968 y 1974 fue Jefe del Departamento de los países de América Latina del Ministerio de Asuntos Exteriores soviético, miembro del Ministerio de Relaciones Exteriores.
Entre el 30 de mayo de 1974 y el 24 de marzo de 1981 fue Embajador Extraordinario y Plenipotenciario de la URSS en Brasilia, Brasil.
Entre el 6 de enero de 1975 y el 23 de febrero de 1976 fue Embajador Extraordinario y Plenipotenciario de la URSS en Guyana.

| Predecesor: - | Jefe de Protocolo del Ministerio de Relaciones Exteriores de la URRS 1953 - 1954 | Sucesor: - |

| Predecesor: Alejandro Stcherbatskoy      | Embajador soviético en Chile 1945 - 1947                                       | Sucesor: Alexander Anikin            |
| Predecesor:                              | Embajador soviético en Yakarta, Indonesia 1954 – 1958                          | Sucesor: Boris Michailowitsch Volkov |
| Predecesor: Sergey Mikhailov             | Embajador Extraordinario y Plenipotenciario de la URSS en Brasilia 1974 - 1981 | Sucesor: Vladimir Chernyshov         |
| Predecesor: Dimitri Alexandrovich Zhukov | Embajador Extraordinario y Plenipotenciario de la URSS en Guyana 1975 - 1976   | Sucesor: Vladimir Kotenev            |